# Sink, Florida, Sink
"Sink, Florida, Sink" is een single van de Amerikaanse punkband Against Me! en hoort bij het studioalbum Against Me! as the Eternal Cowboy uit 2003. Hoewel het album via Fat Wreck Chords werd uitgegeven, werden de twee bijhorende singles ("Sink, Florida, Sink" en "Cavalier Eternal") via het kleinere label No Idea Records uitgegeven. Op beide singles staan andere versies van de nummers dan die te horen zijn op het album.

## Nummers
Kant A
1. "Sink, Florida, Sink" - 2:08

Kant B
1. "Unsubstantiated Rumors Are Good Enough for Me to Base My Life Upon" - 1:28

## Band
- Laura Jane Grace - gitaar, zang
- James Bowman - gitaar, achtergrondzang
- Andrew Seward - basgitaar, achtergrondzang
- Warren Oakes - drums